# Ruth Jebet
Ruth Jebet (Kosirai, 17 november 1996) is een atlete uit Bahrein, die afkomstig is uit Kenia. Ze is gespecialiseerd in de 3000 m steeple. Ze werd olympisch kampioene en was van 2016 tot 2018 wereldrecordhoudster in deze discipline, waarna dit record tot in 2023 overeind stond als Aziatisch record.

## Biografie
Jebet nam in 2013 voor het eerst deel aan de Arabische kampioenschappen. Ze eindigde meteen tweede na Salima Elouali Alami op de 3000 m steeple in een tijd van 9.52,47 s, wat ook een nationaal record voor Bahrein betekende. Later dat jaar nam ze deel aan de Aziatische kampioenschappen, waar ze won in 9.40,84. Dit was meteen ook het nieuwe kampioenschapsrecord. Op de wereldkampioenschappen voor junioren in 2014 werd ze eerste in een tijd van 9.36,74. Dezelfde maand zette ze op de Weltklasse Zürich een tijd neer van 9.20,55.
Op de Olympische Spelen van 2016 in Rio de Janeiro maakte ze haar olympisch debuut. Ze werd olympisch kampioene in een tijd van 8.59,75, de tweede snelste tijd ooit voor vrouwen op de 3000 m steeple. Op 27 augustus verbeterde ze in Parijs tijdens de Meeting Areva het wereldrecord tot 8.52,78.

## Titels
- Olympisch kampioene 3000 m steeple - 2016
- Aziatisch kampioene 3000 m steeple - 2013
- Wereldjeugdkampioene 3000 m steeple - 2014

## Persoonlijke records
Outdoor
| Onderdeel      | Prestatie              | Datum            | Plaats   |
| -------------- | ---------------------- | ---------------- | -------- |
| 1500 m         | 4.13,40                | 16 april 2016    | Eldoret  |
| 3000 m         | 9.09,80                | 18 april 2013    | Nairobi  |
| 5000 m         | 14.53,41               | 18 mei 2017      | Baku     |
| 10.000 m       | 32.18,00               | 28 december 2014 | Houilles |
| 2000 m steeple | 6.17,33                | 29 oktober 2013  | Manama   |
| 3000 m steeple | 8.52,78 (ex-WR; ex-AR) | 27 augustus 2016 | Parijs   |
| 10 km          | 32.01                  | 9 december 2017  | Ziwa     |

Indoor
| Onderdeel | Prestatie | Datum            | Plaats |
| --------- | --------- | ---------------- | ------ |
| 3000 m    | 8.47,24   | 20 februari 2016 | Doha   |

## Palmares

### 3000 m steeple
- 2013:  Arabische kamp. - 9.52,47
- 2013:  Aziatische kamp. - 9.40,84
- 2014:  WK U20 - 9.36,74
- 2014:  IAAF Continental Cup - 9.55,24
- 2015: 11e WK - 9.33,41
- 2016:  OS - 8.59,75 (AR)
- 2017: 5e WK - 9.13,96

### veldlopen
- 2015: 9e WK U20 - 20.20
- 2017: 7e WK - 32.50

### overige afstanden
- 2017:  4 Mijl van Groningen - 19.16

2008: Goelnara Samitova-Galkina ·
2012: Habiba Ghribi ·
2016: Ruth Jebet ·
2020: Peruth Chemutai ·
2024: Winfred Yavi